# 588 г. пр.н.е.

## Събития

### В Азия

#### Във Вавилония
- Навуходоносор II (605 – 562 г. пр.н.е.) е цар на Вавилония.[1]
- Продължава обсадата на Йерусалим от вавилонците.[2]
- Юдеите се обръщат за помощ към Египет, но изпратената от новия фараон войска е победена от Навуходоносор.[3]

#### В Мидия
- Киаксар (625 – 585 г. пр.н.е.) е цар на Мидия.[4]

### В Африка

#### В Египет
- Фараон на Египет e Априй (589 – 570 г. пр.н.е.).[5]

### В Европа
- В Гърция се провеждат 48-тe Олимпийски игри:
  - Победител в дисциплината бягане на разстояние един стадий става Гликон от Кротоне.[6]
  - Младият Питагор от остров Самос е изключен от участие в състезанието по бокс за момчета, но участва в това по бокс за мъже и побеждава всички свои опоненти, за да стане шампион.[6]